# 八代市の地名
八代市の地名では、熊本県八代市の地名の一覧を記す。

## 現行の町名(旧八代市)
現行の町名を、地区別・地区内は五十音順に列挙する。ただし、平成の大合併で編入した地区は含めない。
中央地区
- 北の丸町
- 新港町1丁目～3丁目
- 三楽町
- 塩屋町
- 蛇篭町
- 新開町
- 新地町
- 新浜町
- 鷹辻町
- 建馬町
- 築添町
- 出町
- 通町
- 西松江城町
- 八幡町
- 袋町
- 本町1丁目～4丁目
- 松江城町
- 港町

太田郷地区
- 旭中央通
- 井上町
- 大手町1丁目～2丁目
- 上片町
- 上日置町
- 興国町
- 黄金町
- 島田町
- 清水町
- 十条町
- 新町
- 末広町
- 竹原町
- 中片町
- 長田町
- 西片町
- 錦町
- 花園町
- 日置町
- 萩原町1丁目～2丁目
- 東片町
- 毘舎丸町
- 福正町
- 福正元町
- 松江本町
- 松江町
- 緑町
- 弥生町
- 夕葉町
- 横手新町
- 横手本町
- 横手町
- 若草町

植柳地区
- 植柳新町1丁目～2丁目
- 植柳上町
- 植柳下町
- 植柳元町
- 古城町
- 栴檀町
- 千反町1丁目～2丁目
- 大福寺町
- 中北町
- 迎町
- 迎町1丁目～2丁目
- 麦島西町
- 麦島東町

松高地区
- 井揚町
- 大島町
- 沖町
- 高小原町
- 高島町
- 永碇町
- 松崎町

郡築地区
- 郡築1番町～12番町

高田地区
- 高下西町
- 高下東町
- 奈良木町
- 平山新町
- 豊原上町
- 豊原下町
- 豊原中町
- 本野町
- 渡町

金剛地区
- 揚町
- 北原町
- 北平和町
- 敷川内町
- 鼠蔵町
- 高植本町
- 水島町
- 三江湖町
- 南平和町
- 催合町
- 葭牟田町

八千把地区
- 海士江町
- 上野町
- 大村町
- 古閑上町
- 古閑下町
- 古閑中町
- 古閑浜町
- 田中北町
- 田中西町
- 田中東町
- 田中町

宮地地区
- 西宮町
- 東町
- 古麓町
- 宮地町
- 妙見町

日奈久地区
- 日奈久上西町
- 日奈久馬越町
- 日奈久大坪町
- 日奈久塩北町
- 日奈久塩南町
- 日奈久栄町
- 日奈久下西町
- 日奈久新開町
- 日奈久新田町
- 日奈久竹之内町
- 日奈久中西町
- 日奈久中町
- 日奈久浜町
- 日奈久東町
- 日奈久平成町
- 日奈久山下町

昭和地区
- 昭和同仁町
- 昭和日進町
- 昭和明徴町

二見地区
- 二見赤松町
- 二見下大野町
- 二見洲口町
- 二見野田崎町
- 二見本町

竜峯地区
- 岡町小路
- 岡町谷川
- 岡町中
- 川田町西
- 川田町東
- 興善寺町

## 町名の変遷(旧八代市)
()内は旧町・大字名である。

### 市制施行・合併当初の町名
八代市(第1次)では、市制施行、または市に編入されると同時に町名設置が行われた。
- 出町(旧八代町)
- 鷹辻町(旧八代町)
- 袋町(旧八代町)
- 前川町(旧八代町)
- 長町(旧八代町)
- 東本町(旧八代町)
- 北ノ丸町(旧八代町)
- 松江城町(旧八代町)
- 中島町(旧八代町)
- 西本町(旧八代町)
- 徳渕町(旧八代町)
- 西小路町(旧八代町)
- 荒神町(旧八代町)
- 船大工町(旧八代町)
- 塩屋町(旧八代町)
- 若宮町(旧八代町)
- 蛇篭町(旧八代町)
- 建馬町(旧八代町)
- 給地町(旧八代町)
- 浜成町(旧八代町)
- 新地町(旧八代町)
- 六反畑町(旧八代町)
- 北浜町(旧八代町)
- 古浜町(旧八代町)
- 築添町(旧八代町)
- 新開町(旧八代町)
- 白鳥町(旧八代町)
- 新浜町(旧八代町)
- 上片町(旧太田郷町片野川)
- 東片町(旧太田郷町片野川)
- 中片町(旧太田郷町片長)
- 西片町(旧太田郷町片長)
- 上日置町(旧太田郷町日置)
- 長田町(旧太田郷町日置)
- 日置町(旧太田郷町日置)
- 福正町(旧太田郷町日置)
- 萩原町(旧太田郷町萩原)
- 横手町(旧太田郷町横手)
- 松江町(旧太田郷町松江)
- 井上町(旧太田郷町井上)
- 島田町(旧太田郷町井上)
- 竹原町(旧太田郷町井上)
- 古城町(旧植柳村麦島)
- 栴檀町(旧植柳村麦島)
- 中北町(旧植柳村麦島)
- 迎町(旧植柳村麦島)
- 植柳上町(旧植柳村植柳)
- 植柳下町(旧植柳村植柳)
- 植柳元町(旧植柳村植柳)
- 大福寺町(旧植柳村大福寺)
- 井揚町(旧松高村)
- 大島町(旧松高村)
- 沖町(旧松高村)
- 高小原町(旧松高村)
- 高島町(旧松高村)
- 永碇町(旧松高村)
- 松崎町(旧松高村)
- 郡築1番町～12番町(旧郡築村1番組～12番組、一時期再び村政に戻り、再び八代市に編入。)
- 奈良木町(旧高田村奈良木)
- 平山新町(旧高田村豊原)
- 豊原上町(旧高田村豊原)
- 豊原下町(旧高田村豊原)
- 豊原中町(旧高田村豊原)
- 渡町(旧高田村豊原)
- 本野町(旧高田村本野)
- 高下西町(旧高田村高下)
- 高下東町(旧高田村高下)
- 高植本町(旧金剛村高植)
- 水島町(旧金剛村高植)
- 北原町(旧金剛村弥次)
- 鼠蔵町(旧金剛村弥次)
- 三江湖町(旧金剛村弥次)
- 葭牟田町(旧金剛村弥次)
- 揚町(旧金剛村敷川内)
- 敷川内町(旧金剛村敷川内)
- 催合町(旧金剛村敷川内)
- 海士江町(旧八千把村会地)
- 上野町(旧八千把村会地)
- 大村町(旧八千把村会地)
- 田中町(旧八千把村田中)
- 古閑上町(旧八千把村古閑)
- 古閑下町(旧八千把村古閑)
- 古閑中町(旧八千把村古閑)
- 古閑浜町(旧八千把村古閑)
- 西宮町(旧宮地村宮地)
- 宮地町(旧宮地村宮地)
- 妙見町(旧宮地村宮地)
- 古麓町(旧宮地村古麓)
- 東町(旧宮地村猫谷)
- 日奈久馬越町(旧日奈久町日奈久村)
- 日奈久上西町(旧日奈久町日奈久村・日奈久町)
- 日奈久塩南町(旧日奈久町日奈久村・日奈久町)
- 日奈久下西町(旧日奈久町日奈久村・日奈久町)
- 日奈久中町(旧日奈久町日奈久村・日奈久町)
- 日奈久中西町(旧日奈久町日奈久町)
- 日奈久浜町(旧日奈久町日奈久町)
- 日奈久東町(旧日奈久町日奈久町)
- 日奈久大坪町(旧日奈久町千小田)
- 日奈久塩北町(旧日奈久町千小田)
- 日奈久新田町(旧日奈久町千小田)
- 日奈久竹之内町(旧日奈久町千小田)
- 日奈久山下町(旧日奈久町千小田)
- 日奈久新開町(旧日奈久町明治新田)
- 昭和同仁町(旧昭和村)
- 昭和日進町(旧昭和村)
- 昭和明徴町(旧昭和村)
- 二見洲口町(旧二見村洲口)
- 二見下大野町(旧二見村下大野)
- 二見本町(旧二見村二見)
- 二見野田崎町(旧二見村野田崎)
- 二見赤松町(旧二見村赤松)
- 川田町西(旧竜峰村西川田)
- 川田町東(旧竜峰村東川田)
- 興善寺町(旧竜峰村興善寺)
- 岡町谷川(旧竜峰村岡谷川)
- 岡町中(旧竜峰村岡中)
- 岡町小路(旧竜峰村岡小路)

これらの町が発足してから、住居表示の実施により、町域・町名が変更された。

なお、上記117町のうち旧八代町28町は築添町のみが住居表示未実施の状態で残り、それ以外の町村から発足した89町は萩原町(丁目なし)以外の88町が住居表示未実施の状態で町名が残っている。

### 合併以後追加された町(住居表示未実施)
以下、合併以後に住居表示の実施以外で発足した町を列挙する。※は、現在住居表示未実施地区が残らない町である。
- 大手町(1951年、横手町・松江町より発足※)
- 北平和町(1957年、干拓により発足)
- 南平和町(1957年、干拓により発足)
- 旭中央通(1958年、萩原町・横手町・松江町より発足)
- 老松町(1958年、横手町・松江町より発足※)
- 黄金町(1958年、萩原町・横手町・松江町より発足)
- 清水町(1958年、萩原町・横手町より発足※)
- 末広町(1958年、萩原町より発足)
- 錦町(1958年、萩原町・横手町より発足)
- 花園町(1958年、萩原町・横手町・松江町より発足)
- 緑町(1958年、萩原町・横手町・松江町より発足)
- 弥生町(1958年、萩原町・横手町より発足)
- 夕葉町(1958年、横手町・松江町より発足)
- 若草町(1958年、萩原町・横手町・松江町より発足)
- 港町(1962年、埋立により発足。1974年、白島町を編入)
- 新港町1丁目～3丁目(埋立により発足。1丁目～3丁目がそれぞれ1970年、1974年、1979年に発足)
- 日奈久栄町(1973年、埋立により発足)
- 日奈久平成町(1990年代頃、埋立により発足)

### 住居表示実施地区
住居表示の実施により発足した町を年別に列挙する。
- 三楽町(1965年、六反畑町・北浜町・浜成町・古浜町・新開町より発足)
- 塩屋町(1965年、塩屋町・若宮町・給地町より発足)
- 新開町(1965年、新開町・港町より発足)
- 新地町(1965年、新地町・六反畑町・給地町・若宮町・浜成町より発足)
- 新浜町(1965年、新浜町・新開町・築添町・郡築1番町より発足)
- 蛇篭町(1965年、蛇篭町より発足)
- 出町(1965年、出町・大手町・横手町・松江町より発足)
- 通町(1965年、出町・鷹辻町・松江町・袋町・長町・松江城町より発足)
- 西松江城町(1965年、西小路町・北ノ丸町・松江城町・西本町・塩屋町・給地町より発足)
- 鷹辻町(1965年、鷹辻町・長町・横手町・松江町より発足)
- 建馬町(1965年、建馬町・蛇篭町・浜成町・古浜町・新開町より発足)
- 萩原町1丁目～2丁目(1965年、萩原町・福正町・上日置町・末広町・清水町・横手町より発足)
- 八幡町(1965年、荒神町・若宮町・船大工町・浜成町より発足)
- 袋町(1965年、袋町・老松町・前川町より発足)
- 本町1丁目～4丁目(1965年、袋町・前川町・東本町・老松町・西本町・徳渕町・荒神町・船大工町より発足)
- 松江城町(1965年、松江城町・北ノ丸町・東本町・西本町より発足)
- 大手町1丁目～2丁目(1966年、大手町・横手町・萩原町より発足)
- 興国町(1966年、横手町・松江町より発足)
- 清水町(1966年、清水町・緑町・萩原町・横手町より発足)
- 新町(1966年、横手町・松江町・老松町より発足)
- 十条町(1966年、萩原町・福正町より発足)
- 毘舎丸町(1966年、横手町・萩原町より発足)
- 福正元町(1966年、福正町・上日置町より発足)
- 松江本町(1966年、松江町より発足)
- 北の丸町(1974年、北ノ丸町・松江町などより発足。)
- 千反町1丁目～2丁目(1974年、栴檀町などより発足)
- 迎町1丁目～2丁目(1974年、迎町・古城町より発足)
- 植柳新町1丁目～2丁目(1978年、植柳下町・古城町より発足)
- 田中北町(1981年、田中町・古閑中町より発足)
- 田中西町(1981年、田中町・松江町より発足)
- 田中東町(1981年、田中町より発足)
- 麦島西町(1981年、迎町より発足)
- 麦島東町(1981年、迎町より発足)
- 横手新町(1981年、田中町・横手町・松江町より発足)
- 横手本町(1981年、横手町・古閑上町より発足)

## 平成の大合併
平成の大合併により八代市になった地区は旧町村名を大字の前に「○○町」の形で表示する。
坂本町
昭和の大合併前の上松求麻村・下松求麻村は大字を編成しておらず、これらの大字は坂本村発足時に設定されたものである。旧下松求麻村は「いろは」で地区わけが行われている。
- 荒瀬(旧上松求麻村)
- 市ノ俣(旧上松求麻村)
- 鎌瀬(旧上松求麻村)
- 坂本(旧上松求麻村)
- 中津道(旧上松求麻村)
- 葉木(旧上松求麻村)
- 鮎帰(い～ほ)(旧下松求麻村)
- 西部(い～は)(旧下松求麻村)
- 中谷(い～は)(旧下松求麻村)
- 深水(い～は)(旧下松求麻村)
- 川岳(旧百済来村)
- 百済来上(旧百済来村。八代市合併前の旧称は小川内)
- 百済来下(旧百済来村。八代市合併前の旧称は久多良木)
- 田上(旧百済来村)
- 鶴喰(旧百済来村)

千丁町
- 太牟田
- 古閑出
- 新牟田
- 吉王丸

鏡町
- 内田
- 鏡(合併前の旧称は鏡町)
- 鏡村
- 上鏡
- 芝口
- 野崎
- 貝洲(旧文政村)
- 北新地(旧文政村)
- 塩浜(旧文政村)
- 宝出(旧文政村)
- 両出(旧文政村)
- 有佐(旧有佐村)
- 下有佐(旧有佐村)
- 下村(旧有佐村)
- 中島(旧有佐村)

東陽町
- 河俣(旧河俣村)
- 北(旧種山村)
- 小浦(旧種山村)
- 南(旧種山村)

泉町
合併前の8村はそれぞれ単独村政を行っており、旧村名がそのまま大字になった。
- 柿迫
- 栗木
- 久連子
- 椎原
- 下岳
- 仁田尾
- 葉木
- 樅木